# John Wikström
John Wikström (ur. 21 maja 1903 r., zm. 5 lutego 1991 r.) – szwedzki biegacz narciarski, srebrny medalista mistrzostw świata.

## Kariera
Uczestniczył w zawodach w latach 20. i 30. XX wieku. W 1927 roku wystartował na mistrzostwach świata w Cortina d’Ampezzo zdobywając srebrny medal w biegu na 50 km techniką klasyczną. Wyprzedził go tylko jego rodak - John Lindgren, jednak zrobił to z przewagą aż 18 minut, co jest największą przewagą nad drugim zawodnikiem w całej historii mistrzostw. Na tych samych mistrzostwach Wikström zajął czwarte miejsce w biegu na 18 km, przegrywając walkę o brązowy medal z Niemcem Viktorem Schneiderem o zaledwie 5 sekund. Wystartował także na mistrzostwach świata w Sollefteå w 1934 roku zajmując piąte miejsce w biegu na 50 km.
Nigdy nie startował na igrzyskach olimpijskich. W 1926 roku został mistrzem Szwecji w biegu na 30 km.
Jego bracia - Helge i Axel również reprezentowali Szwecję w biegach narciarskich.

## Osiągnięcia

### Mistrzostwa świata
| Miejsce | Dzień     | Rok  | Miejscowość       | Konkurencja             | Czas biegu | Strata | Zwycięzca     |
| ------- | --------- | ---- | ----------------- | ----------------------- | ---------- | ------ | ------------- |
| 4.      | 3 lutego  | 1927 | Cortina d’Ampezzo | 18 stylem klasycznym    | 1:23:55    | +6:57  | John Lindgren |
| 2.      | 9 lutego  | 1927 | Cortina d’Ampezzo | 50 stylem klasycznym    | 4:11:52    | +18:09 | John Lindgren |
| 35.     | 21 lutego | 1934 | Sollefteå         | 18 km stylem klasycznym | 1:04:29,0  | +6:04  | Sulo Nurmela  |
| 5.      | 24 lutego | 1934 | Sollefteå         | 50 km stylem klasycznym | 4:06:43    | +6:16  | Elis Wiklund  |